# 國際自由婦女聯盟
國際自由婦女聯盟（英語：International Network of Liberal Women，簡稱INLW），是一個由全世界支持自由主義原則的婦女所組成的協會，成立於1990年代。他們鼓勵婦女倡導自由價值觀、傳播自由思想，並將自由思想定義為「個人自由、人權、法治、寬容、機會均等、社會正義、自由貿易及市場經濟」。它同時也是國際自由聯盟的成員。
INLW以〈消除對婦女一切形式歧視公約〉作為運動開展基礎，其目的包括增強婦女權能和擴大其對政治的參與。INLW亦會派遣顧問參加聯合國婦女地位委員會、亞洲自由民主聯盟、《伊斯坦布爾公約》等會議，就歧視、針對女性的暴力行為等議題提供專業知識。

## 歷史
國際自由聯盟（Liberal International，簡稱LI）是，是由60多個國家的自由主義政黨組成的國際政黨聯盟，主要發揚自由民主體制，是在國際地位上具有重要性的國際非政府組織。而國際自由婦女聯盟（INLW）便是國際自由聯盟底下重要的婦女聯盟組織。1990年，一群代表比利時、加拿大、芬蘭、法國、德國、以色列、意大利、荷蘭、瑞典、瑞士和英國的婦女，在赫爾辛基國際自由會議（LI）上成立INLW。其中，瑞典議會議員巴布羅·韋斯特霍姆是INLW第一個協調員。
INLW致力於讓全世界的自由政黨加入，並表達婦女在各類議題上的觀點。他們會在國際自由聯盟大會和地區理委員會會議上，舉行自由黨國際執行委員會會議，宣傳會員的觀點與支持他們的當地運動，並向國際自由聯盟提出決議。INLW提請關注爭取自由和婦女成就的女性，並以具有特殊諮詢地位的非政府組織名義，派遣代表參加聯合國會議，包括聯合國經濟及社會理事會婦女地位委員會、聯合國人權理事會和聯合國新聞部、及非政府組織會議等。
2018年7月12日，INLW在台灣台中市霧峰區光復新村舉行INLW亞太分會開幕。

## 組織架構
依據INLW於2009年10月在埃及開羅大會上討論出的規則，INLW開放自由主義政黨之類的團體組織，以及支持該組織宗旨的所有男女申請加入會員，申請表可在會員大會上向秘書長索取。其中只有付費會員有權投票，而被推薦會員則由INLW管理委員會提出，並在每次會員大會上進行審核。
聯盟設有會長、副會長、祕書長、副祕書長、財務長等幹部，以及一個管理委員會。會長負責主持總經理和管理委員會的會議、在會員大會中監督INLW的活動，並作為INLW代表；副會長負責在會長暫時缺席或無能力的情況下主持總經理並監督其區域的活動，並將地區問題納入INLW的議程；秘書長負責會員大會和管理委員會的會議記錄、監督非洲民族聯盟文學作品的印刷和出版，並確保非國立民族文學作品的固定和出版物的供應；副秘書長在秘書長短期或長期缺勤或喪失能力的情況下擔任秘書長的各種職務；財務長負責維護INLW帳戶、管理銀行資金和籌款活動，並將賬目提交給會員大會；管理委員會成員負責INLW材料和出版物的生產。
該組織還成立一個諮詢委員會，其成員來自西班牙、荷蘭、南非和象牙海岸等國家。

## 領導人與重要支持者
在2018年11月28日塞內加爾達喀爾舉行的會員大會中，嘉亞堤·蒂卡·巴魯古爾（Jayanthi Devi Balaguru）當選為會長、卡迪佳·艾爾·莫爾比（Khadija El Morabi）當選為副會長、里斯波斯·范·法爾肯堡（Lysbeth van Valkenburg）當選為財務長。
目前各地區的領導者包括歐洲的布林頓（Sal Brinton）、亞洲的Maysing Yang、中東的勞伯娜·恩海爾（Loubna Amhair）、非洲的卡瓦·蓋伊·凱貝（Awa Gueye Kebe）和拉丁美洲的帕翠夏·奧蘭梅蒂（Patricia Olamendi）。而萊蒂西亞·古提瑞茲（Leticia Gutíerrez）和露絲·理察森（Ruth Richardson）則被任命為董事會成員。
國際自由婦女聯盟的支持者包括：坦米爾伊拉姆猛虎解放組織的前領導者安妮·內茲-於特布魯克、意大利自由黨的碧翠絲·蘭戈尼·馬基維利、 加拿大政治家和學者洛爾納·馬斯登、台灣前副總統呂秀蓮、象牙海岸教育部長坎迪亞·卡馬拉、摩洛哥國際自由婦女聯盟前副會長兼環境部長哈基瑪·約爾海特。

## 成就與意義
INLW的活動受到《聯合國憲章》和《世界人權宣言》原則的啟發，並以以〈消除對婦女一切形式歧視公約〉（CEDAW）作為運動開展的基礎，其目標包括增強婦女權能並擴大其對政治的參與。INLW還會向聯合國婦女地位委員會、亞洲自由民主聯盟和《伊斯坦布爾公約》等會議派顧問，以提供關於歧視和暴力侵害婦女行為等問題的專門知識。目前INLW設有摩洛哥、西非、歐洲（荷蘭）、南美與亞太地區等分會，而INLW亞太總部便是在台中設立。 